# Vanessa Herzog
Vanessa Herzog (* 4. Juli 1995 in Innsbruck als Vanessa Bittner) ist eine österreichische Eisschnellläuferin und Inline-Speedskaterin.

## Werdegang
Herzog hält alle österreichischen Landesrekorde im Eisschnelllauf bei den Junioren. Im Jahr 2011 debütierte sie bei den Junioren-Weltmeisterschaften, wo sie 17. wurde. Ein Jahr später erreichte sie mit dem neunten Platz die Top Ten. In der Saison 2012/2013 gewann sie die Gesamtwertung im Junioren-Weltcup sowohl über 500 m wie auch über 1000 m sowie im Massenstart. Bei den Junioren-Weltmeisterschaften 2013 in Klobenstein wurde sie über 1000 m Junioren-Weltmeisterin und über 500 m Zweite.
Am 12. Jänner 2013 gab sie ihr Debüt bei den Europameisterschaften im Thialf. Sie verbesserte im November 2013 in Salt Lake City die über zehn Jahre alten, von Emese Hunyady gehaltenen, österreichische Rekorde über die Distanzen 500 und 1000 Meter. Bei den Olympischen Winterspielen 2014 in Sotschi nahm sie für Österreich an den Eisschnelllaufbewerben teil, wo sie über 500 m den 27. und über 1000 m den 24. Platz belegte. Nach Platz drei über 500 m in Stavanger zu Beginn der Saison 2017/18, holte sie in Erfurt über 500 m und 1000 m ihre ersten Weltcupsiege. Zudem errang sie dort den zweiten Platz über 500 m. Im Jänner 2018 gewann sie bei den Eisschnelllauf-Europameisterschaften in Kolomna die Bronzemedaille im Massenstart, die Silbermedaille über 1000 m und die Goldmedaille über 500 m. Bei den Olympischen Winterspielen 2018 in Pyeongchang wurde sie Fünfte über 1000 m und Vierte über 500 m. Beim Weltcupfinale in Minsk lief sie zweimal auf den zweiten Platz über 500 m und gewann abschließend den Gesamtweltcup über 500 m. Zudem belegte sie den sechsten Platz im Gesamtweltcup. In der Saison 2018/19 holte sie drei Weltcupsiege über 500 m und einen über 1000 m. Zudem wurde sie über 500 m siebenmal Zweite und jeweils einmal über 500 m und 1000 m Dritte. Sie gewann damit wie im Vorjahr den Gesamtweltcup über 500 m und errang im Gesamtweltcup über 1000 m den vierten Platz. Im Jänner 2019 holte sie bei den Mehrkampfeuropameisterschaften in Klobenstein die Goldmedaille. Bei den Eisschnelllauf-Weltmeisterschaften 2019 in Inzell wurde sie am 8. Februar 2019 mit neuer persönlicher Bestzeit und neuem Bahnrekord Weltmeisterin über 500 m und tags darauf Vizeweltmeisterin über 1000 m. Ende Februar 2019 lief sie bei der Sprintweltmeisterschaft in Heerenveen auf den vierten Platz. In der folgenden Saison erreichte sie mit drei dritten Plätzen und je einen zweiten und ersten Platz, den fünften Platz im Gesamtweltcup über 500 m. Bei den Eisschnelllauf-Europameisterschaften 2020 in Heerenveen gewann sie Silber über 500 m und belegte bei der Sprintweltmeisterschaft 2020 in Hamar den 12. Platz. Im Februar 2020 wurde sie bei den Einzelstreckenweltmeisterschaften in Salt Lake City Elfte über 1000 m und Vierte über 500 m. Nach Platz sechs im Sprint-Mehrkampf bei den Eisschnelllauf-Europameisterschaften 2021 zu Beginn der Saison 2020/21, errang sie mit zwei fünften Plätzen und einen dritten Platz, den vierten Platz im Gesamtweltcup über 500 m. Beim Saisonhöhepunkt, den Einzelstreckenweltmeisterschaften 2021 in Heerenveen, lief sie auf den 11. Platz über 1000 m und auf den fünften Rang über 500 m. Im Jahr 2022 erreichte sie bei den Olympischen Winterspielen 2022 in Peking über 500 m den vierten und über 1000 m den achten Rang, und gewann kurz darauf bei den Sprintweltmeisterschaften 2022 in Hamar die Bronze-Medaille. Bei den Einzelstreckenweltmeisterschaften 2023 in Heerenveen, errang sie über 500 m den zweiten Platz.
Bei österreichischen Meisterschaften siegte sie viermal über 1500 m (2012, 2013, 2015, 2016), dreimal im Sprint-Mehrkampf (2013, 2015, 2019), zweimal über 3000 m (2015, 2016) und jeweils einmal über 1000 m (2018) und 500 m (2020).
Im Inlineskaten siegte sie 2012 bei den Österreichischen Staatsmeisterschaften Straße in Innsbruck über 200 Meter, 500 Meter und 10.000 Meter sowie 2013 über 200 und 500 Meter. Auf der Bahn wurde sie 2013 Staatsmeisterin über 300 und 1000 Meter. Bei den Inline-Speedskating-Weltmeisterschaften 2018, ihrer ersten Teilnahme an Speedskating-Weltmeisterschaften, gewann sie Bronze über 1000 und Gold über 500 Meter. Da während der COVID-19-Beschränkungen 2020 keine Wettbewerbe im Inlineskaten stattfinden können, wollte sie als Ersatz bei nationalen Leichtathletik-Wettbewerben (100 m/200 m) antreten.
Herzog ist aktive Sportlerin der Heeressportzentrums des Österreichischen Bundesheers und trägt den Dienstgrad Korporal.

### Verletzung
Am 15. Mai 2024 nachmittags fuhr Herzog laut orf.at an einem angehaltenen Auto per Rad mit 50 km/h Tempo rechts vorbei und kollidierte mit der vom Beifahrer rechts geöffneten Autotür. Sich überschlagend stürzte sie auf die Fahrbahn. Sie brach sich mehrere Finger und zog sich Prellungen am gesamten Körper zu.

### Privates
Vanessa Bittner heiratete am 16. September 2016 ihren Manager Thomas Herzog, der auch Kira Grünberg betreute, standesamtlich in Innsbruck und nahm seinen Namen an. Sie lebt mit ihm in Kärnten.

## Persönliche Bestzeiten im Eisschnelllauf
- 500 m 36,83 s (aufgestellt am 9. März 2019 in Salt Lake City, USA)
- 1000 m 1:13,43 min (aufgestellt am 10. Dezember 2017 in Salt Lake City, USA)
- 1500 m 1:54,92 min (aufgestellt am 9. Dezember 2022 in Calgary, CDN)
- 3000 m 4:21,39 min (aufgestellt am 16. Jänner 2016 in Inzell, D)
- 5000 m 8:12,34 min (aufgestellt am 23. Dezember 2012 in Innsbruck, A)

## Teilnahmen an Weltmeisterschaften und Olympischen Winterspielen

### Olympische Spiele
- 2014 Sotschi: 24. Platz 1000 m, 27. Platz 500 m, 34. Platz 1500 m
- 2018 Pyeongchang: 4. Platz 500 m, 5. Platz 1000 m
- 2022 Peking: 4. Platz 500 m, 8. Platz 1000 m

### Einzelstrecken-Weltmeisterschaften
- 2015 Heerenveen: 5. Platz Massenstart, 9. Platz 1000 m, 10. Platz 2 × 500 m
- 2016 Kolomna: 4. Platz 1000 m, 8. Platz Massenstart, 9. Platz 1500 m, 10. Platz 2 × 500 m
- 2017 Gangwon: 9. Platz Massenstart, 15. Platz 500 m, 20. Platz 1000 m
- 2019 Inzell: 1. Platz 500 m, 2. Platz 1000 m
- 2020 Salt Lake City: 4. Platz 500 m, 11. Platz 1000 m
- 2021 Heerenveen: 5. Platz 500 m, 11. Platz 1000 m
- 2023 Heerenveen: 2. Platz 500 m, 6. Platz 1000 m
- 2024 Calgary: 7. Platz 1000 m, 11. Platz 500 m

### Sprint-Weltmeisterschaften
- 2015 Astana: 8. Platz Sprint-Mehrkampf
- 2016 Seoul: 9. Platz Sprint-Mehrkampf
- 2017 Calgary: 8. Platz Sprint-Mehrkampf
- 2019 Heerenveen: 4. Platz Sprint-Mehrkampf
- 2020 Hamar: 12. Platz Sprint-Mehrkampf
- 2022 Hamar: 3. Platz Sprint-Mehrkampf
- 2024 Inzell: 5. Platz Sprint-Mehrkampf

## Weltcupsiege im Eisschnelllauf
| Nr. | Datum             | Ort                 | Disziplin |
| --- | ----------------- | ------------------- | --------- |
| 1.  | 20. Jänner 2018   | Erfurt              | 500 m     |
| 2.  | 21. Jänner 2018   | Erfurt              | 1000 m    |
| 3.  | 18. November 2018 | Obihiro             | 1000 m    |
| 4.  | 7. Dezember 2018  | Tomaszów Mazowiecki | 500 m     |
| 5.  | 8. Dezember 2018  | Tomaszów Mazowiecki | 500 m     |
| 6.  | 3. Februar 2019   | Hamar               | 500 m     |
| 7.  | 7. März 2020      | Heerenveen          | 500 m     |
| 8.  | 17. Februar 2023  | Tomaszów Mazowiecki | 500 m     |

## Auszeichnungen
- 2019: Großes Goldenes Ehrenzeichen des Landes Kärnten[15]
- 2019: Österreichs Sportlerin des Jahres